# Ignacy Sandler-Romanowicz

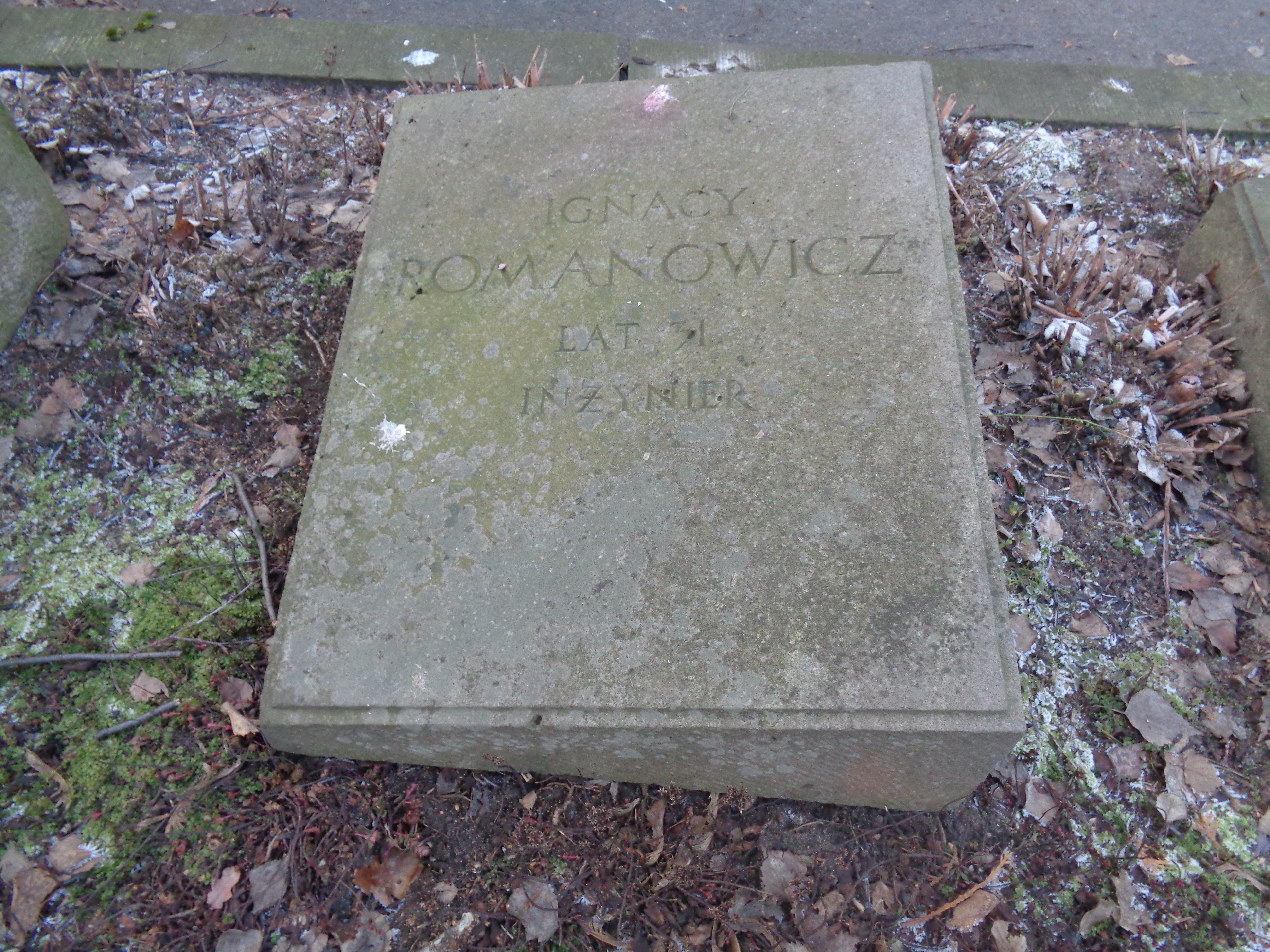
Grób Ignacego Romanowicza na wojskowych Powązkach

Ignacy Sandler-Romanowicz (ur. 1911, zm. 16 października 1942 w Warszawie) – polski inżynier chemik, kierownik laboratorium przy Sztabie Głównym Gwardii Ludowej, członek KP Belgii, członek KPP. Jeden z 50 powieszonych przez Niemców 16 października 1942 więźniów Pawiaka. Była to pierwsza publiczna egzekucja przeprowadzona przez Niemców w okupowanej stolicy. Spoczywa na Powązkach Wojskowych w Warszawie (kwatera C6-1-7).
W 1946 został pośmiertnie odznaczony Orderem Krzyża Grunwaldu III klasy.